# Merrick Garland
Merrick Brian Garland (North Chicago, 13 november 1952) is een Amerikaanse jurist die de minister van Justitie van de Verenigde Staten was tussen 11 maart 2021 en 20 januari 2025. Voordien was hij een Amerikaans federaal rechter. En was hij rechter bij het Hof van Beroep voor het circuit van het District of Columbia. Hij was president van dit Hof van Beroep tussen 2013 en 2020.

## Biografie
Garland groeide op in Chicago in een Joodse familie.
Als openbaar aanklager in het ministerie van Justitie, onder het presidentschap van Bill Clinton, speelde hij een grote rol in het onderzoek naar onder meer de Bomaanslag in Oklahoma City op 19 april 1995.
Op 6 september 1995 nomineerde president Clinton Garland voor rechter in het belangrijke federaal Hof van Beroep voor het circuit van het District of Columbia. Van de American Bar Association kreeg Garland de beoordeling "unaniem goed gekwalificeerd", het hoogst mogelijke. Op 1 december 1995 werd een hoorzitting in de Senaat gehouden, maar hij werd niet goedgekeurd. Op 7 januari 1997 werd hij opnieuw door president Clinton in zijn tweede ambtstermijn genomineerd. Op 19 maart 1997 keurde de Senaat zijn nominatie goed met 76 stemmen voor en 23 tegen. Tegenstand was er enkel op basis van de vraag of er wel een nieuwe rechter moest komen, niet op basis van zijn kwalificaties.
Op 12 februari 2013 werd Garland president van zijn Hof van Beroep. Hij vervulde deze rol tot 11 februari 2020.
Op 16 maart 2016 werd Garland door president Barack Obama voorgedragen om de overleden Antonin Scalia op te volgen als rechter in het Hooggerechtshof. De Senaat moest de voordracht als gebruikelijk goedkeuren, maar de Republikeinse meerderheid weigerde elke kandidaat te overwegen, een half jaar vóór de Presidentsverkiezingen. Toen Obama werd opgevolgd door Donald Trump in januari 2017, nomineerde deze Neil Gorsuch.